# Biserica de lemn din Codru Butesii

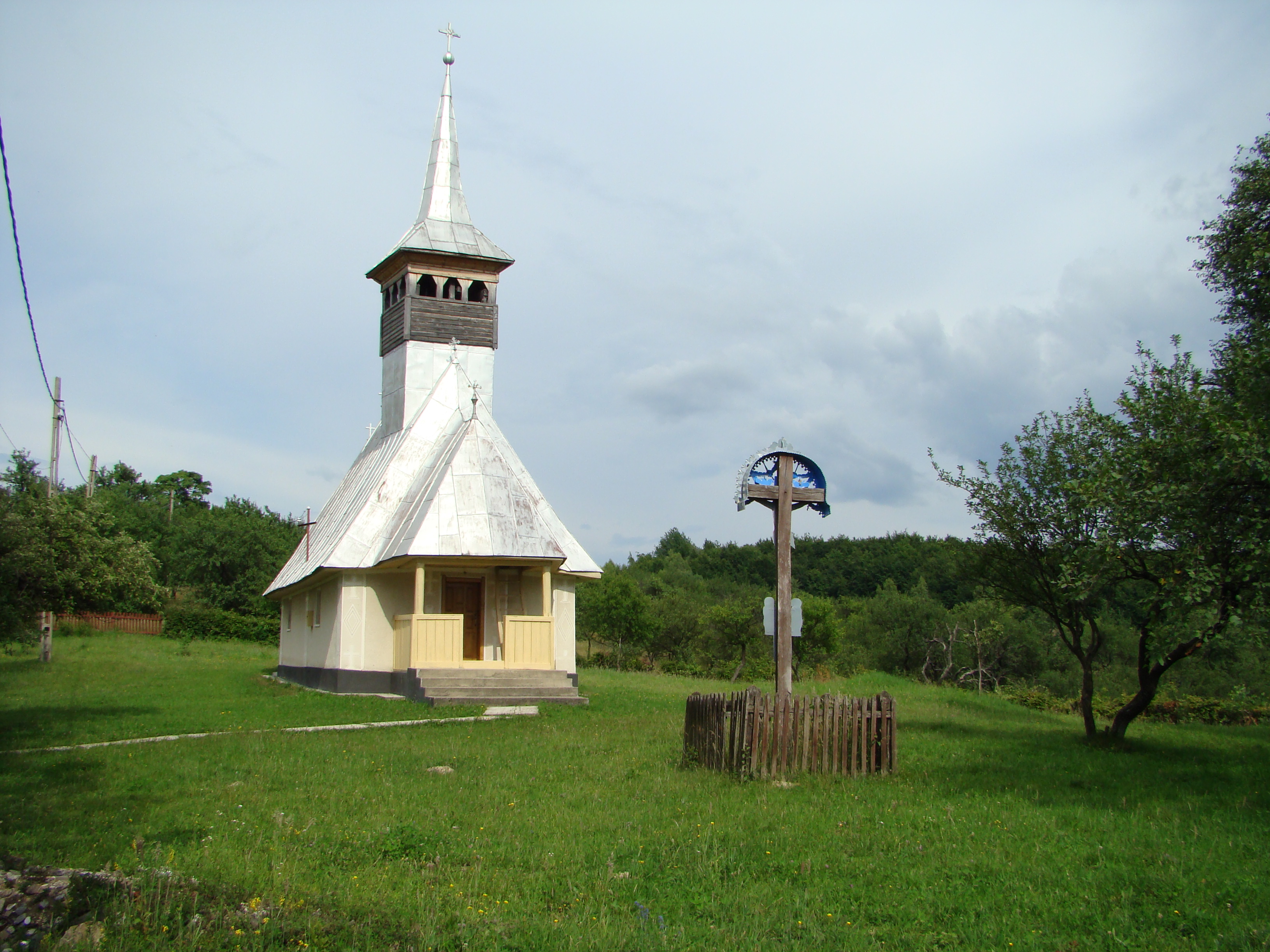
Biserica de lemn Sfinții Arhangheli din Codru Butesii, judeţul Maramureş, foto: iunie 2009.

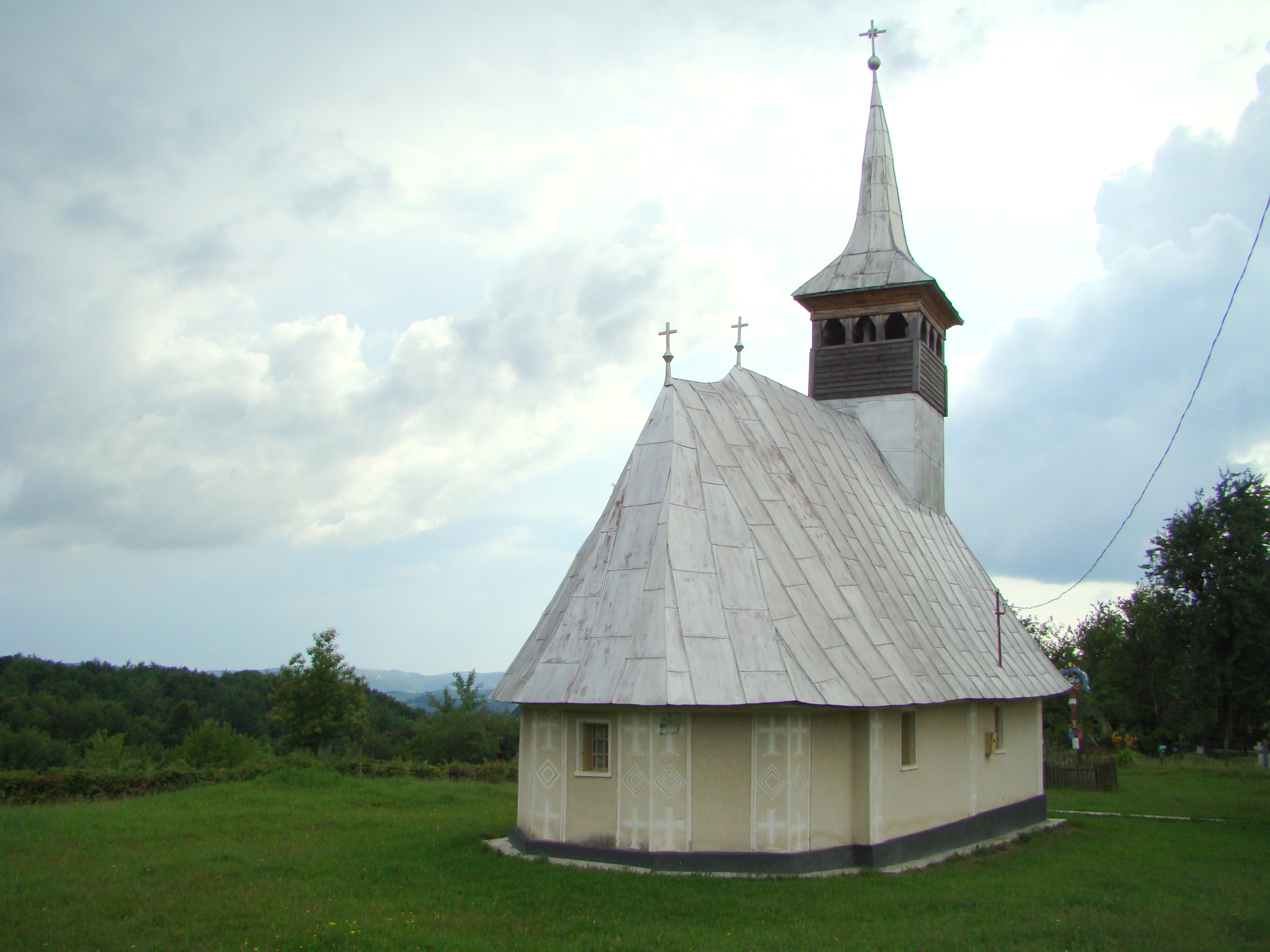
Biserica (nord-est)

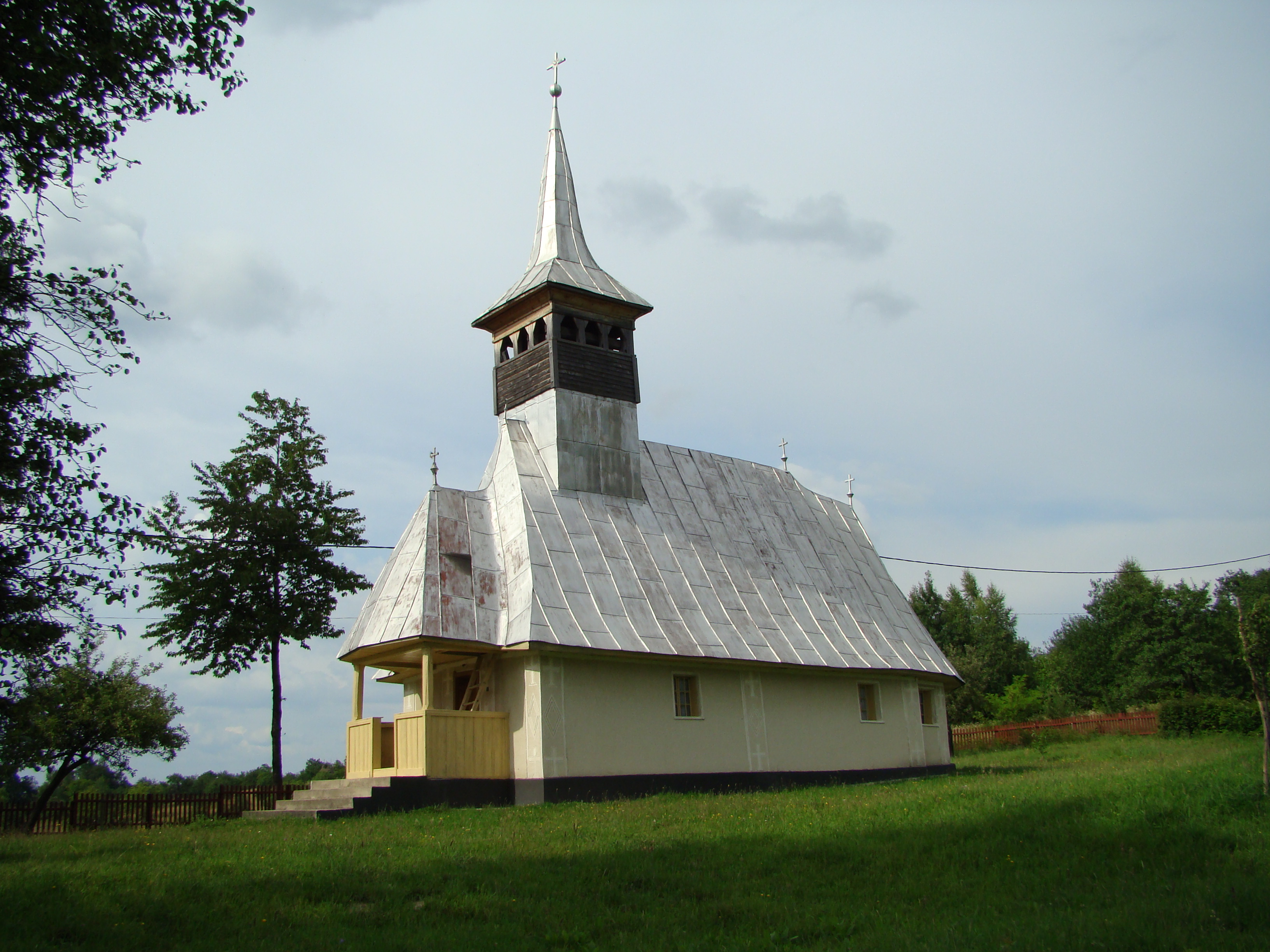
Biserica (sud-vest)

Biserica de lemn din Codru Butesii, oraș Șomcuta Mare, județul Maramureș datează din secolul al XIX-lea . Lăcașul are hramul „Sfinții Arhangheli Mihail și Gavriil” și figurează pe lista monumentelor istorice, cod LMI MM-II-m-B-04545.

## Imagini

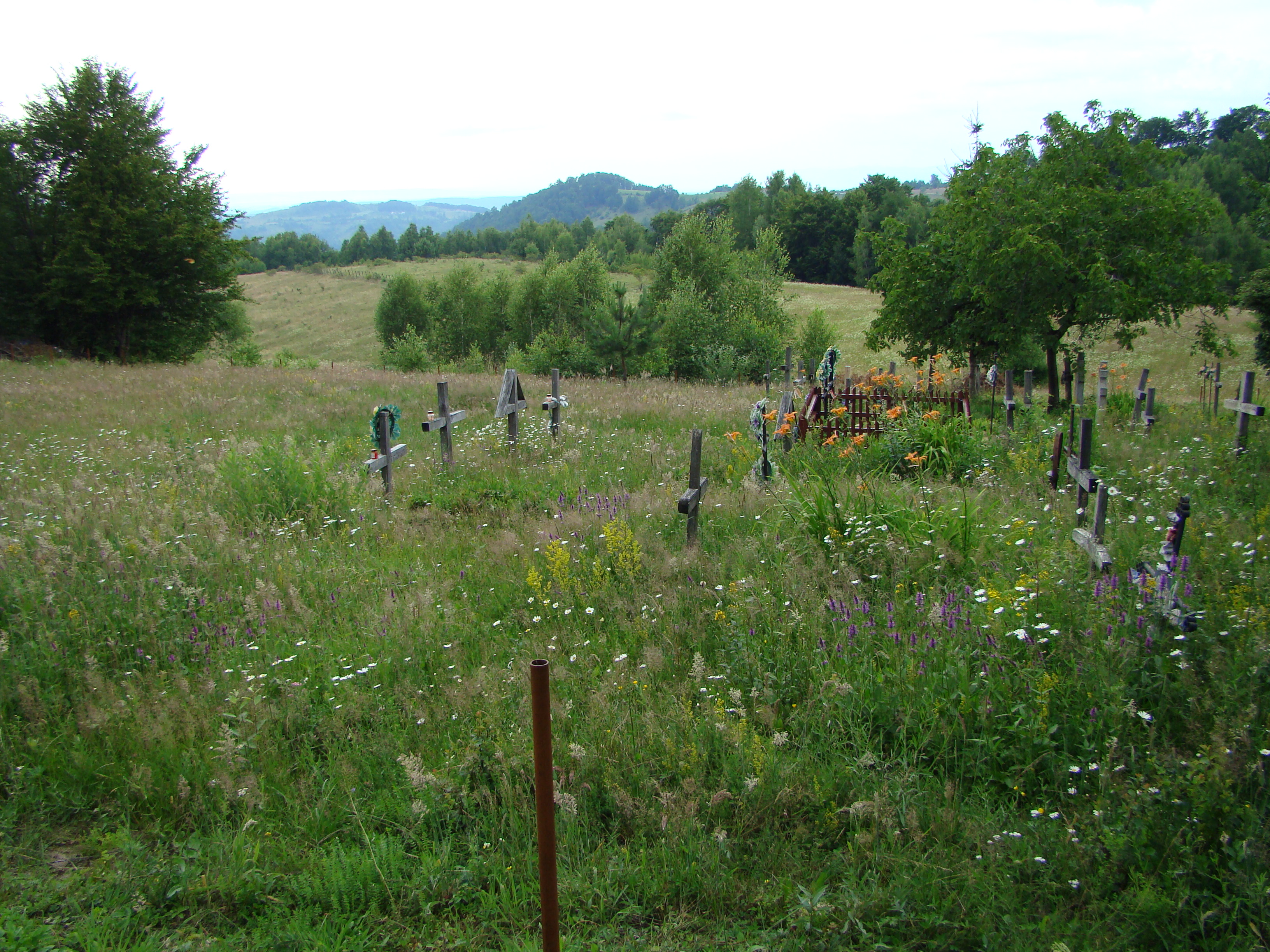
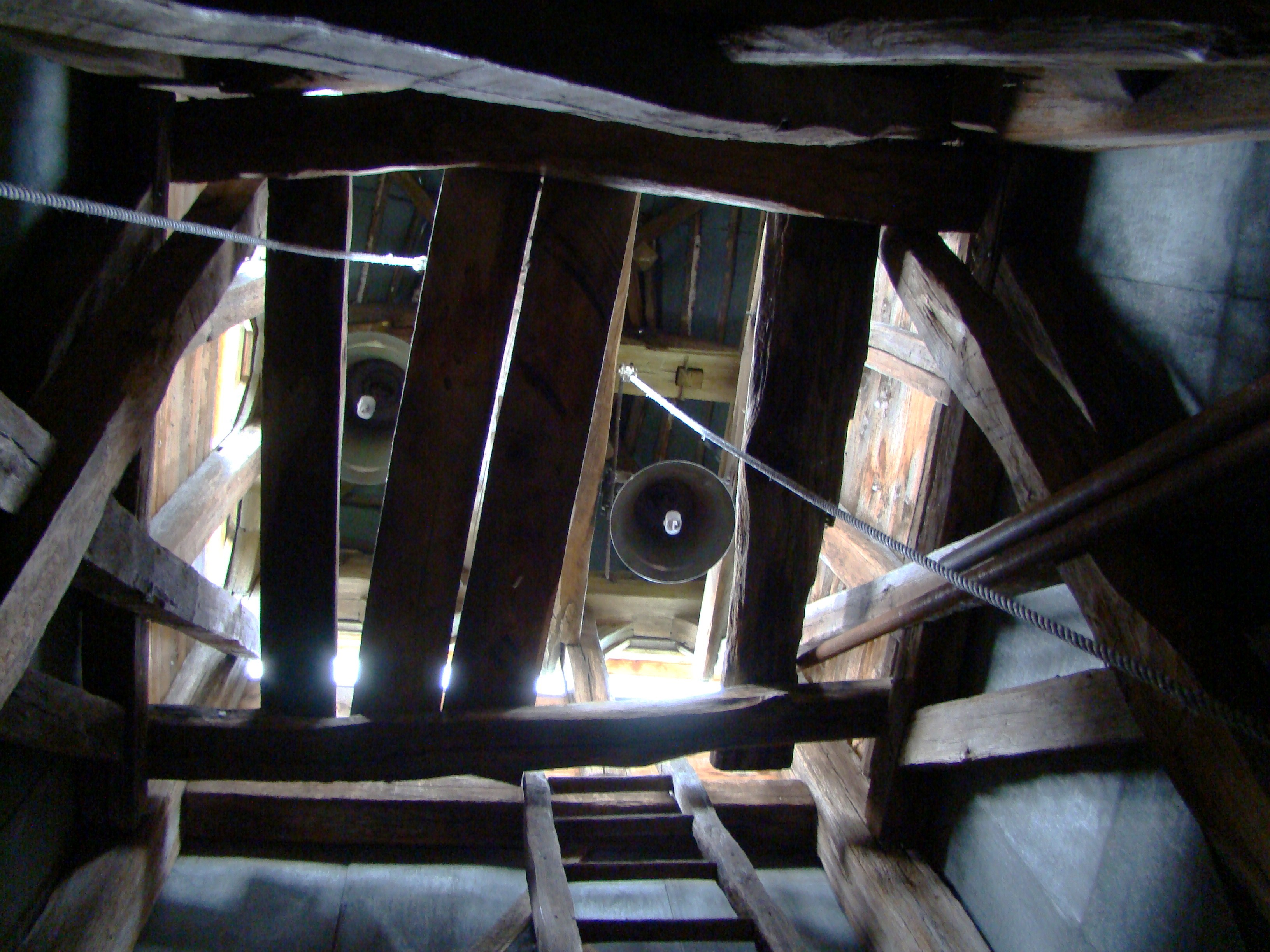
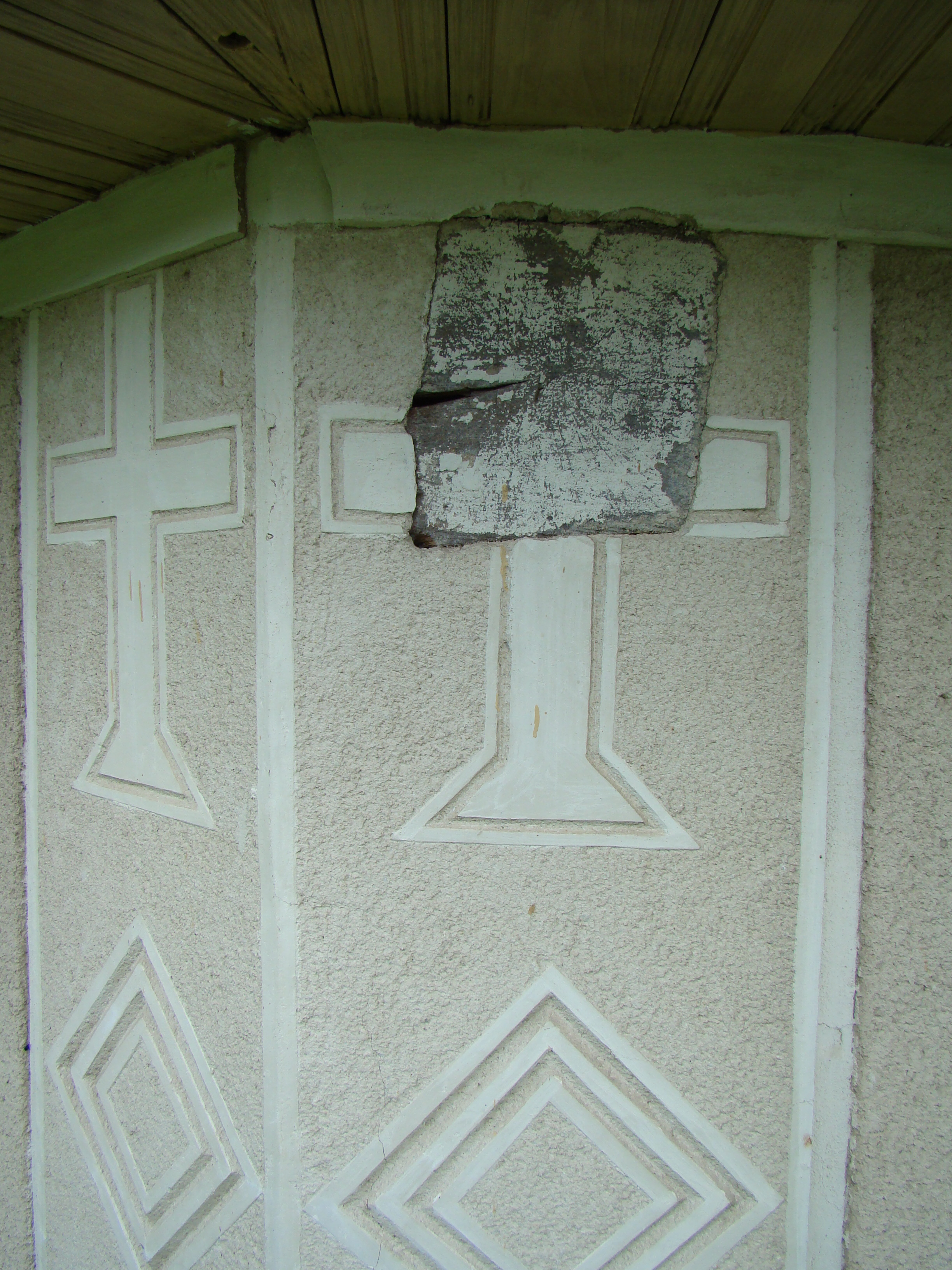
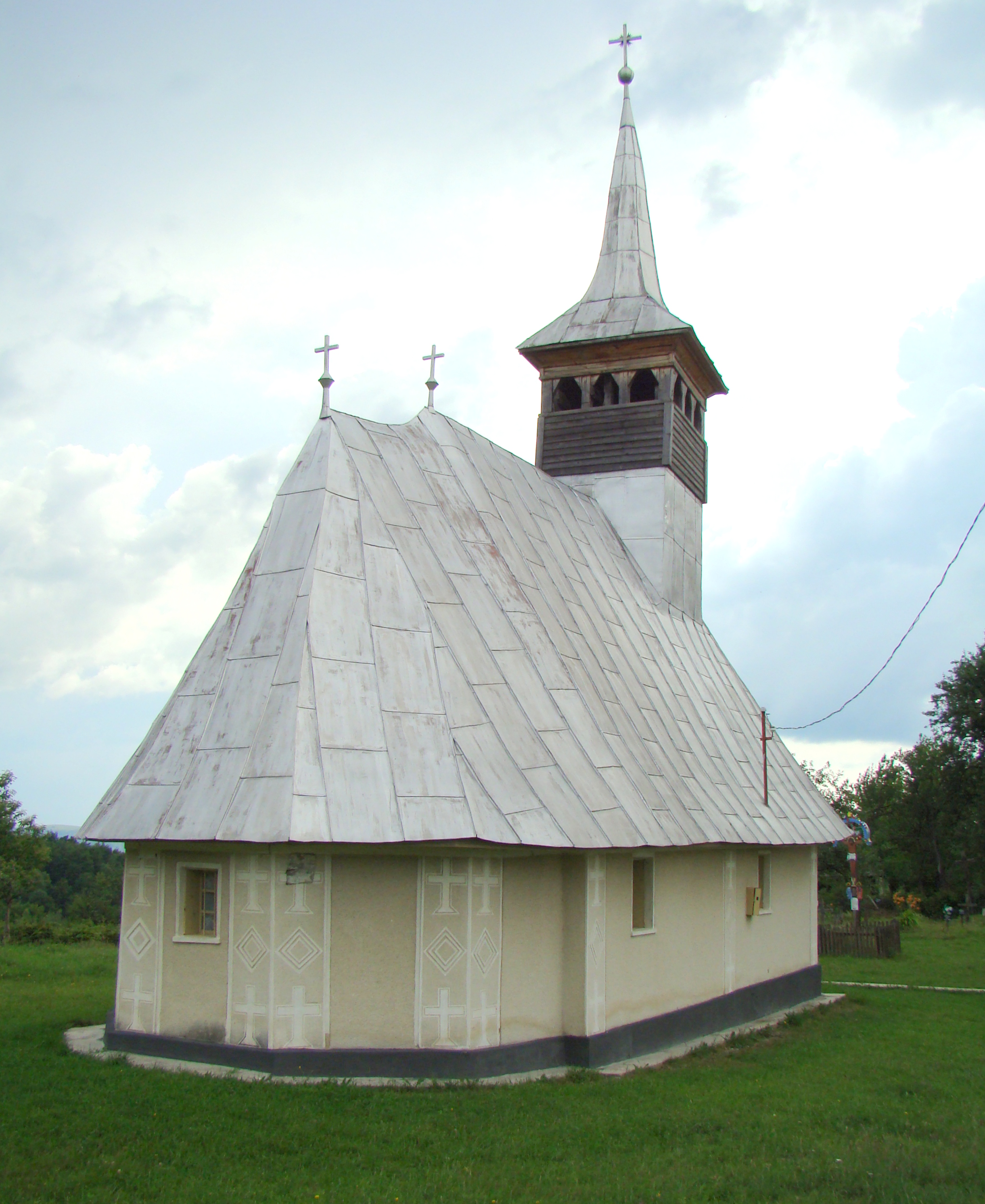
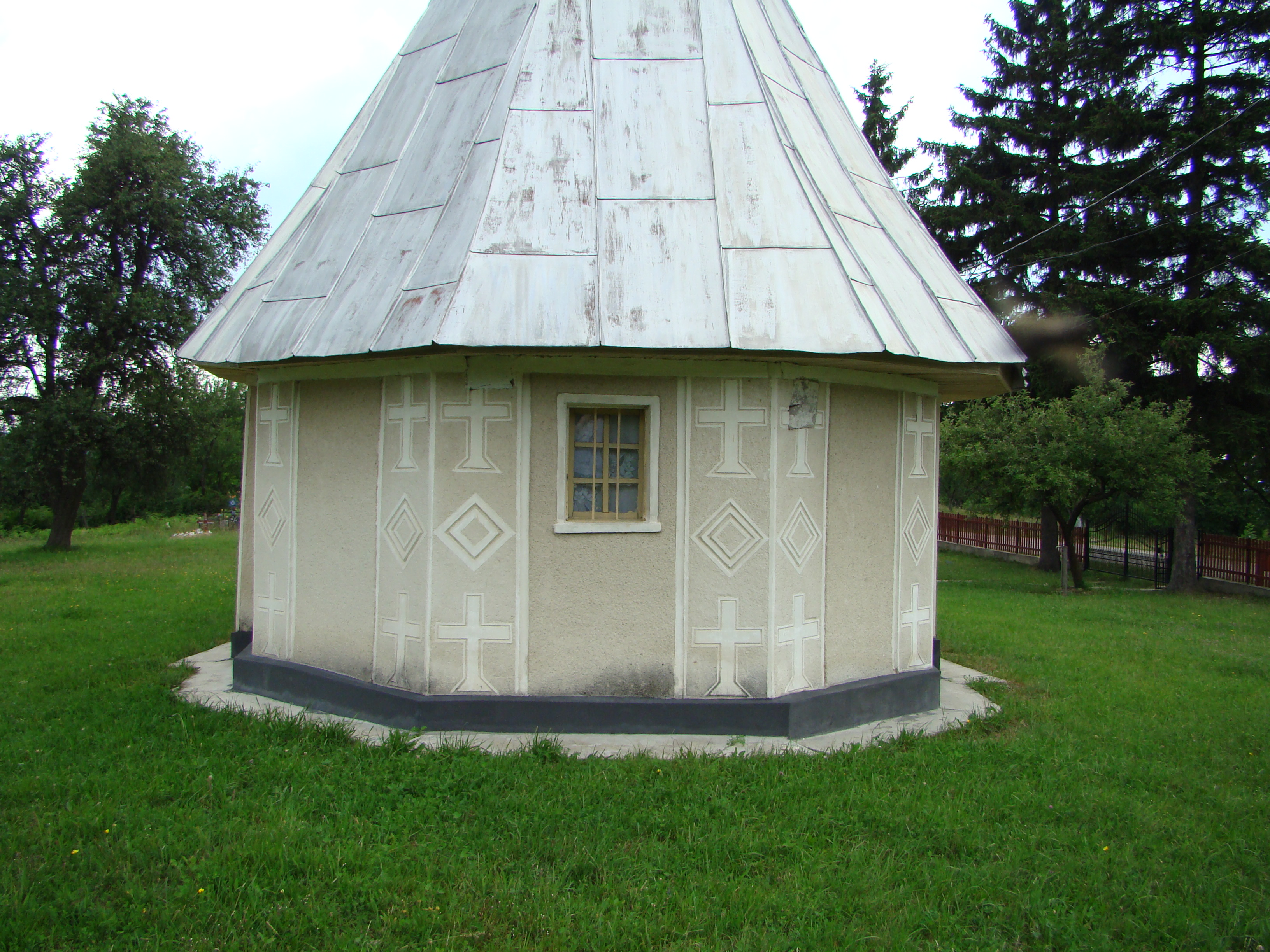
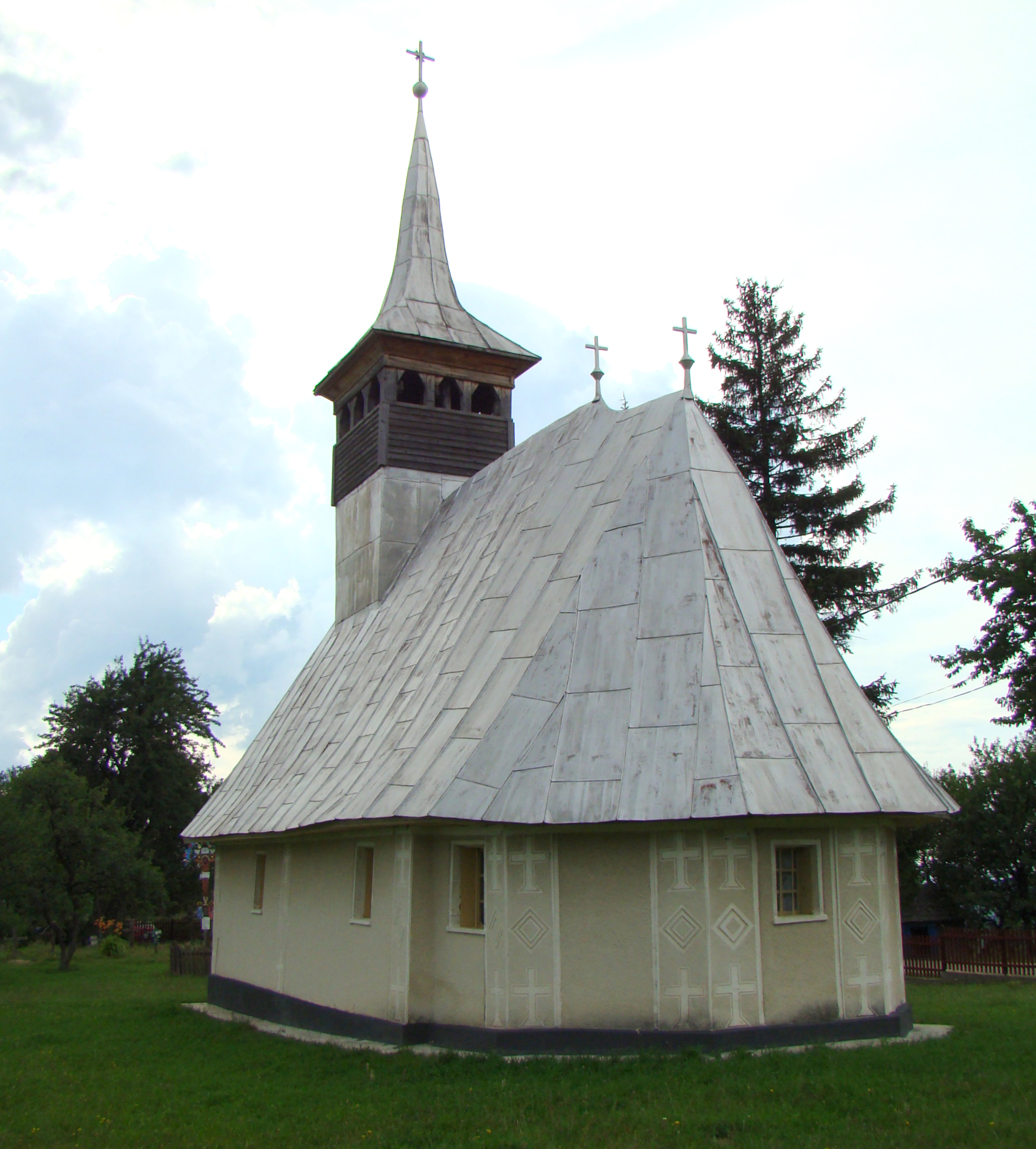
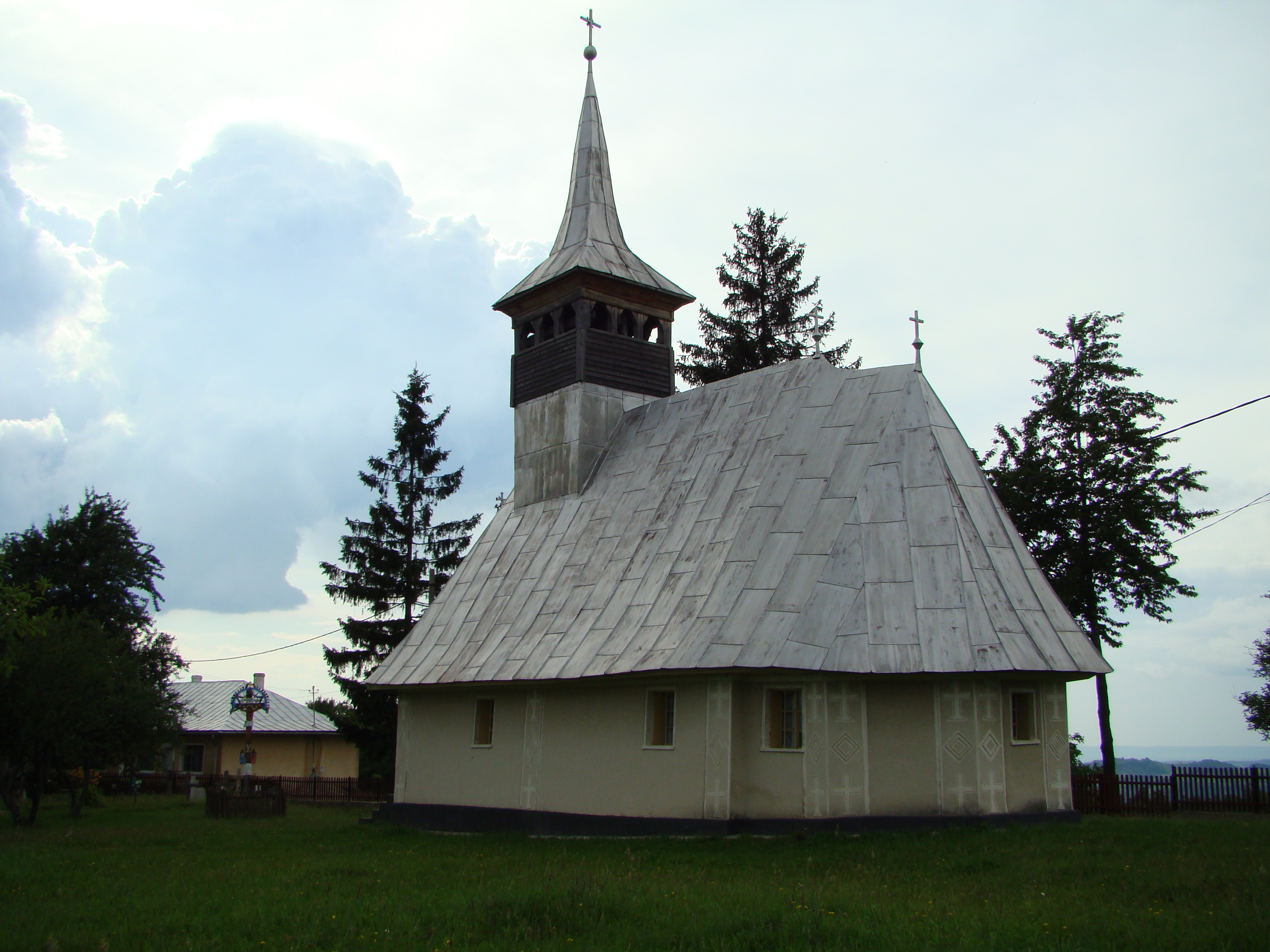
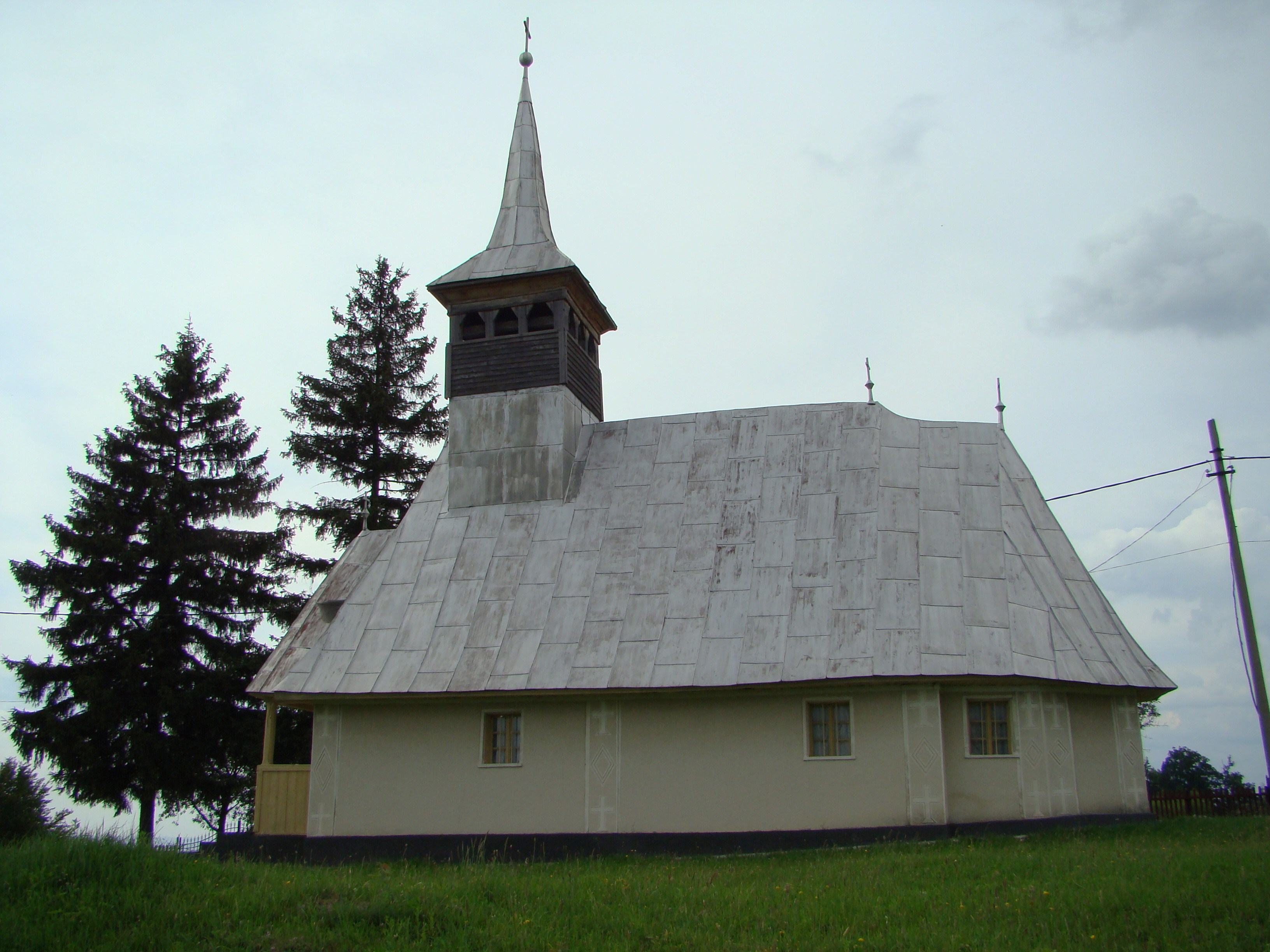
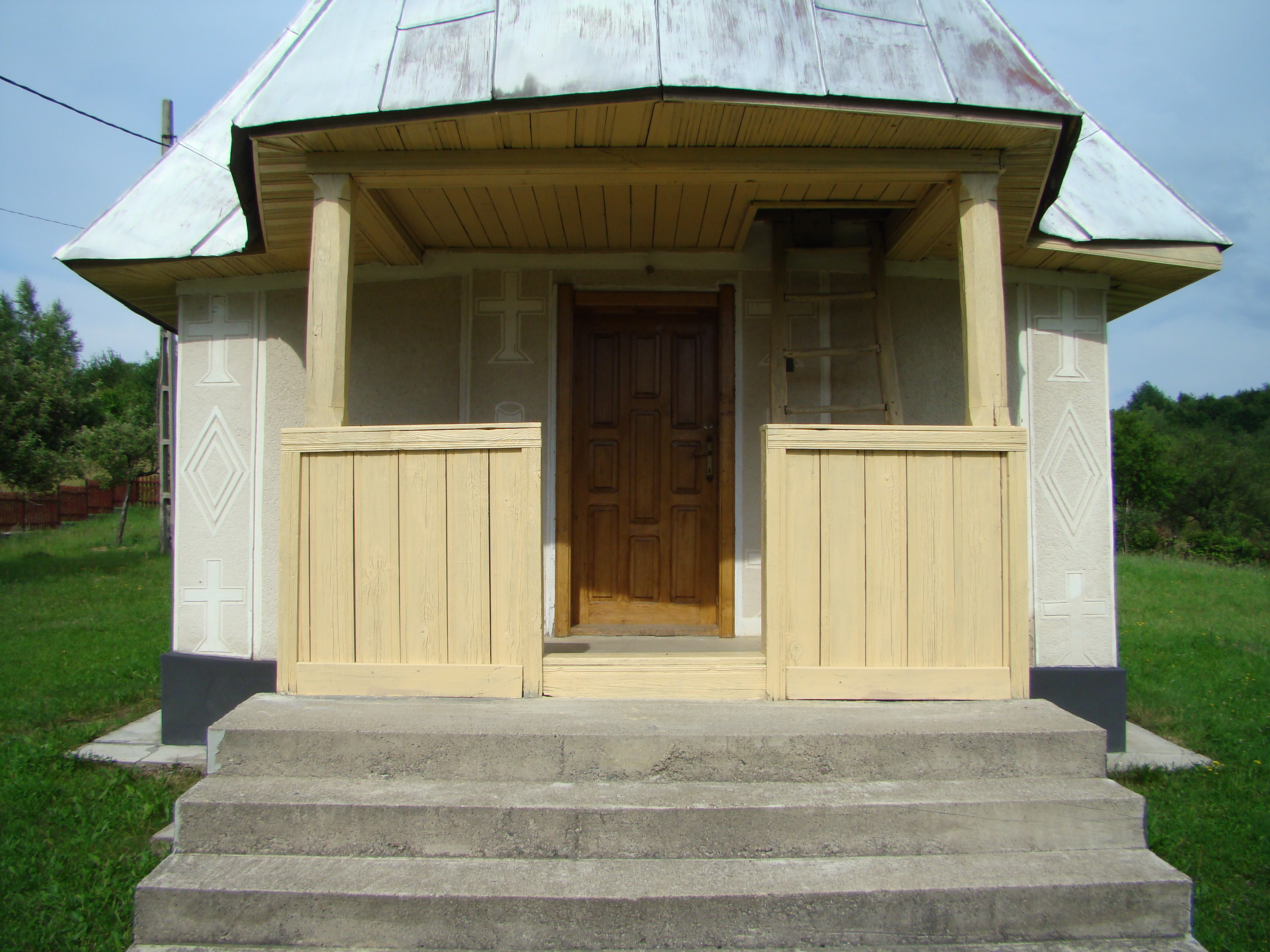
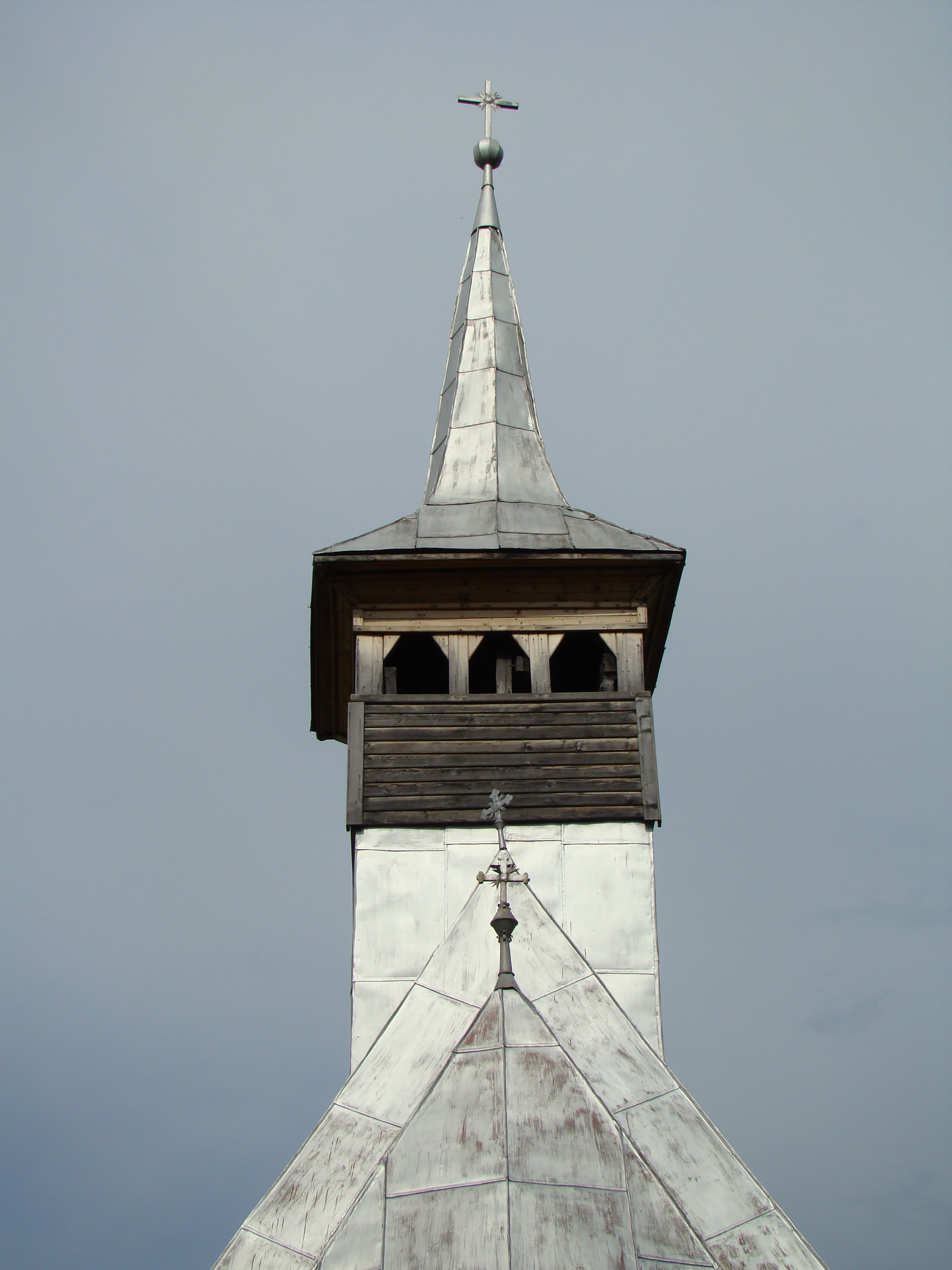
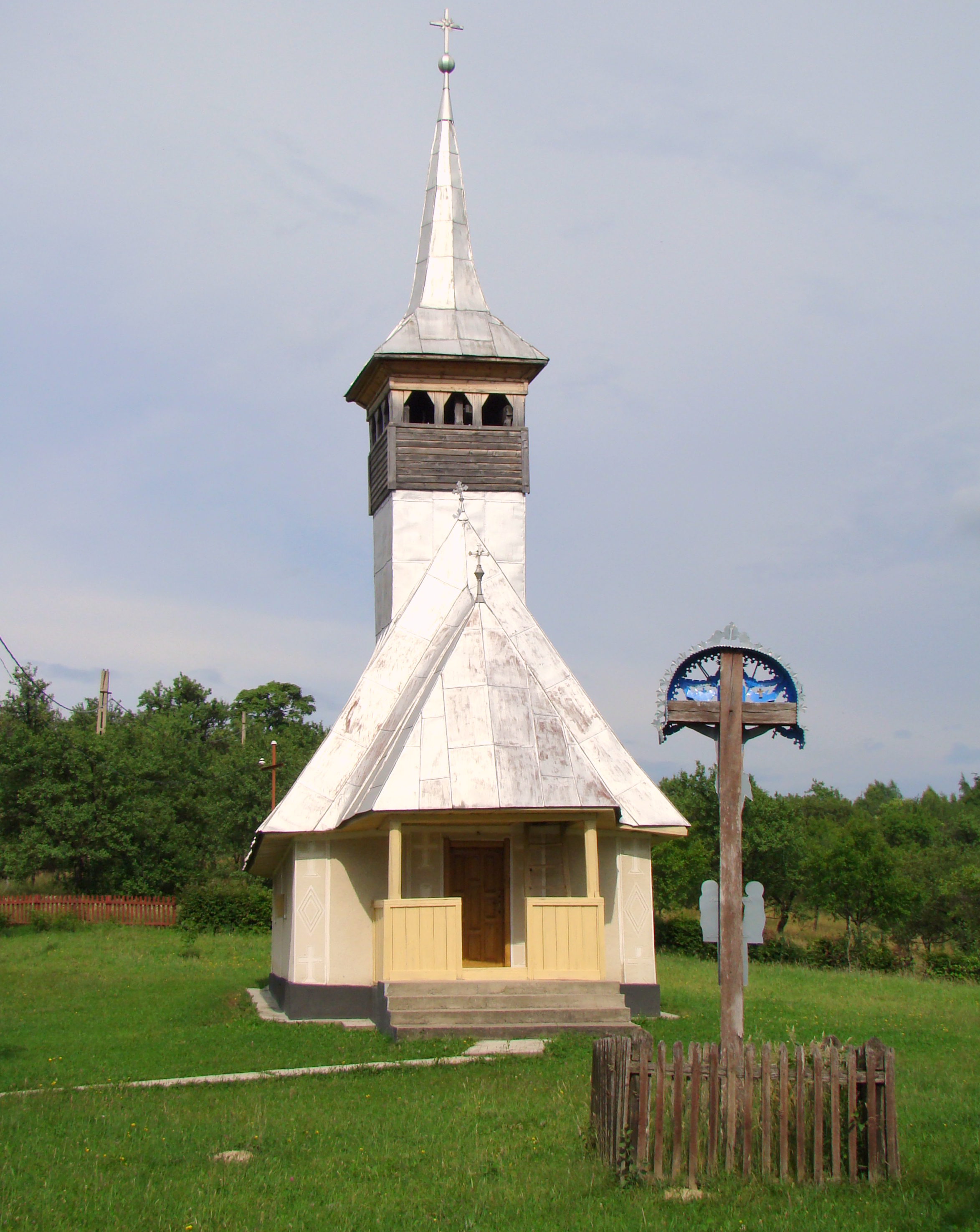
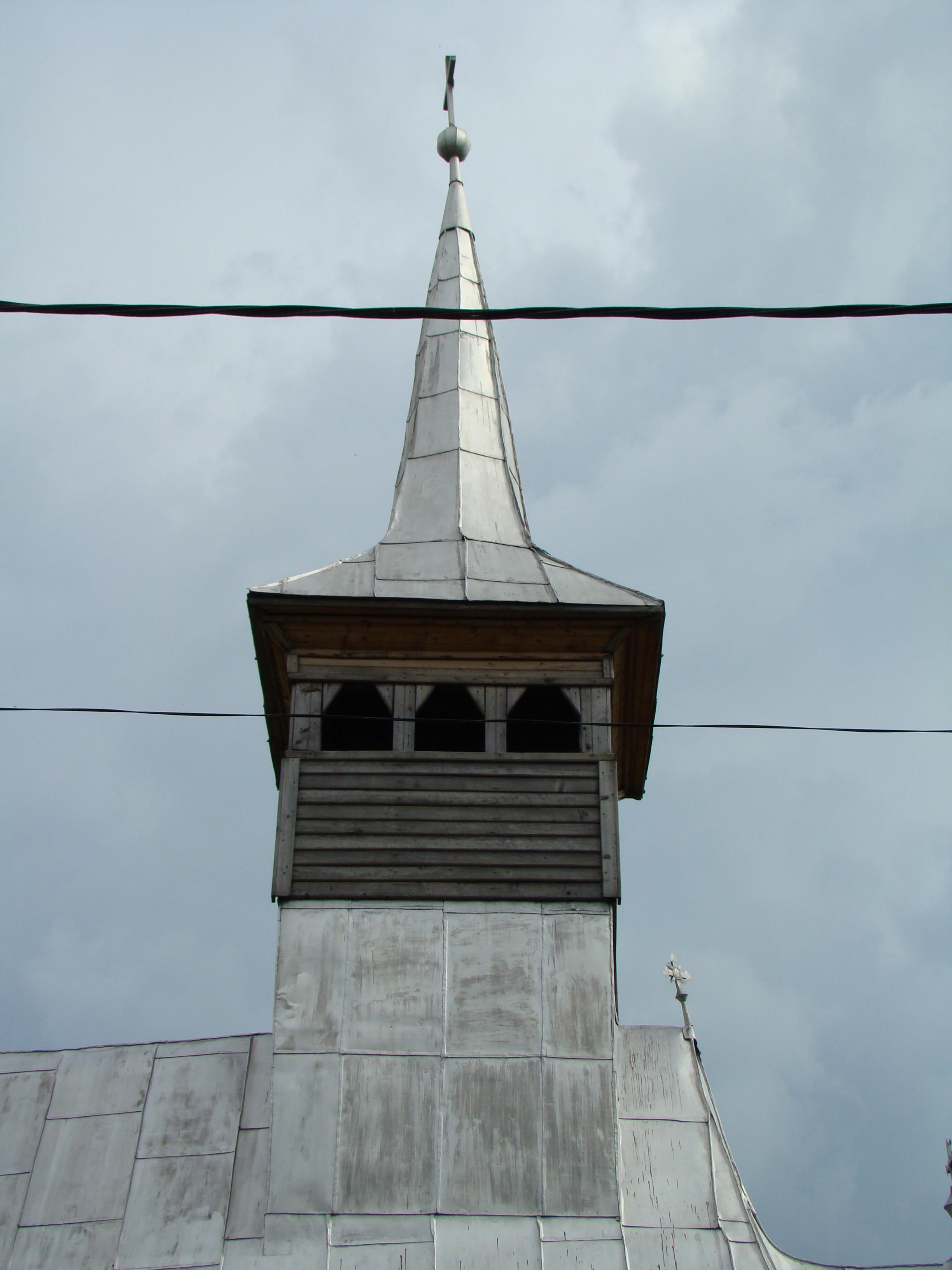
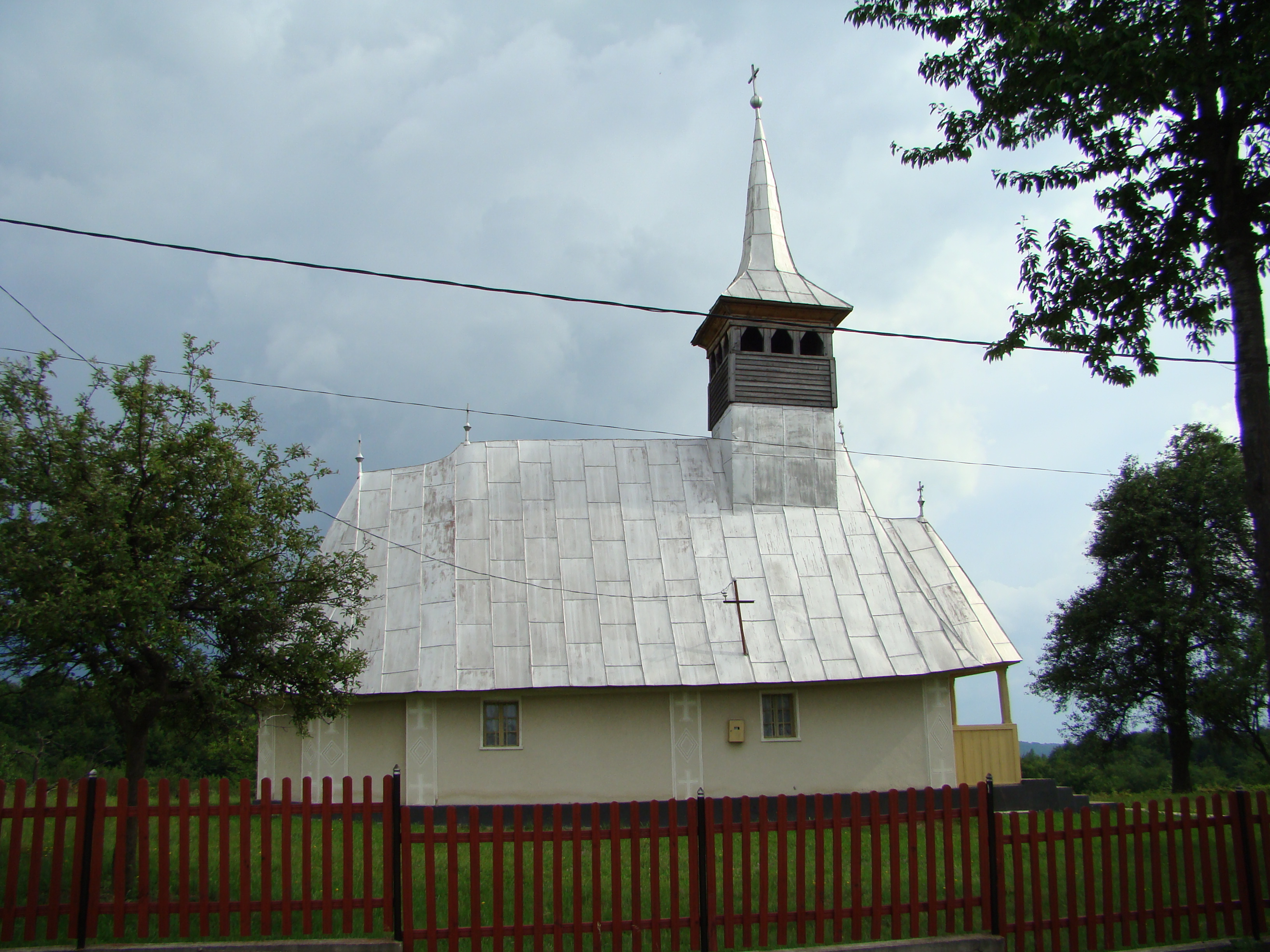
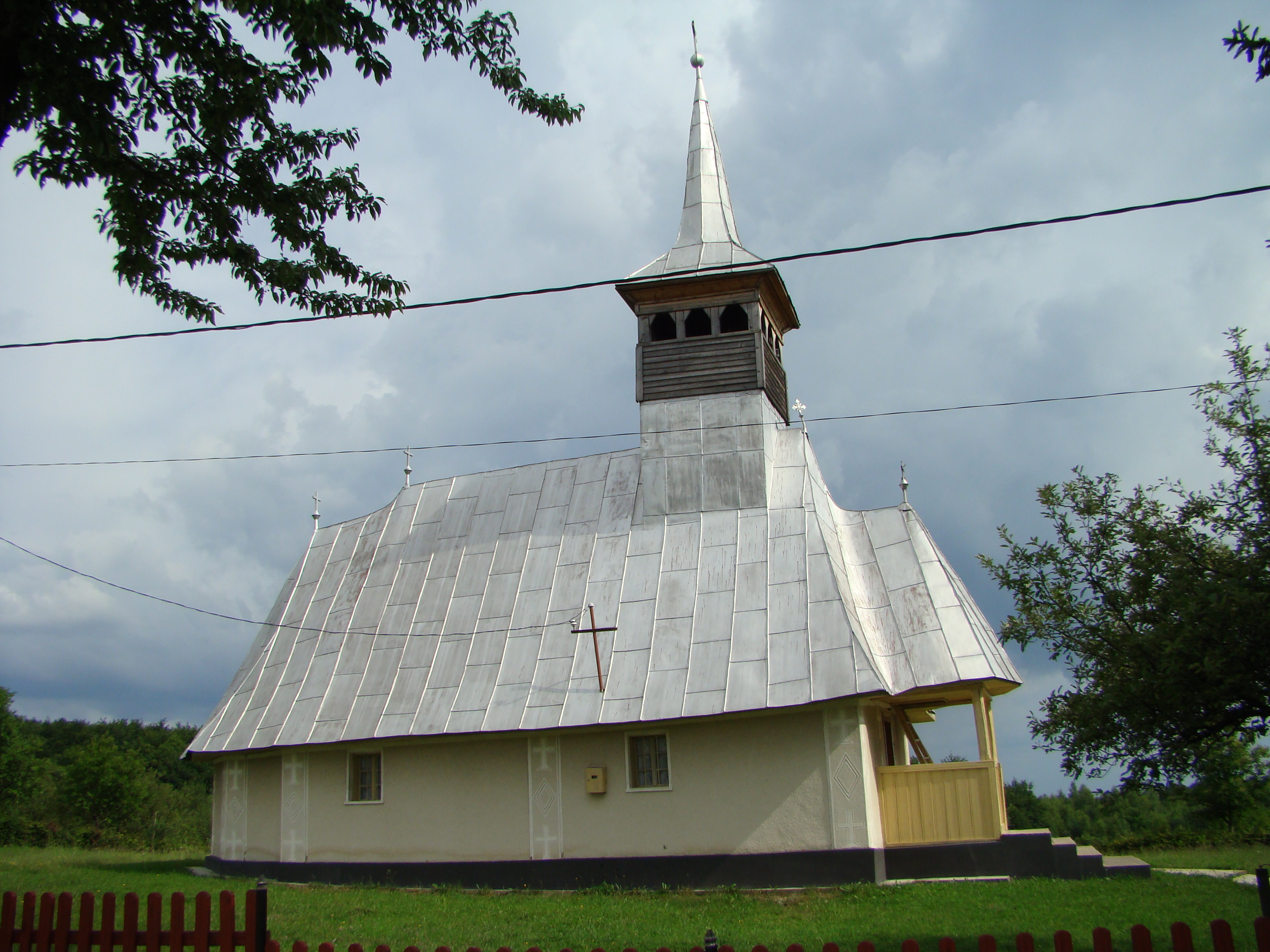
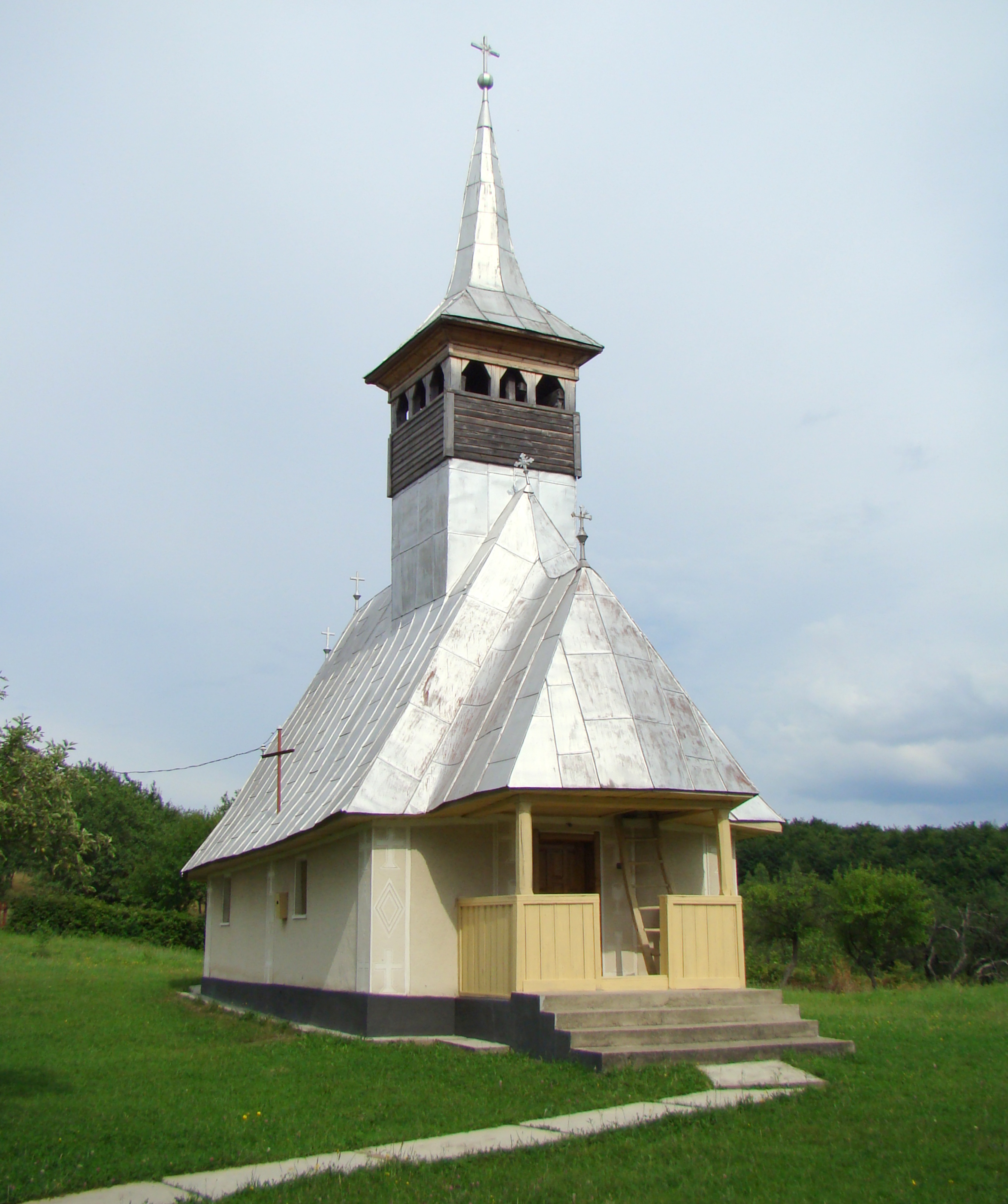